# アナスタシア・ムニョス
アナスタシア・ムニョス（Anastasia Muñoz, 1984年5月11日 - ）は、アメリカ合衆国の女性声優。

## 来歴
レイク・ハイランズ高等学校、アラバマ大学卒業。

## 人物
声優としては、日本のテレビアニメ、アニメーション映画、ビデオゲーム、吹き替えなどにも出演している。

## 出演
太字はメインキャラクター
- 蒼の彼方のフォーリズム（鳶沢みさき）
- ヘタリア The Beautiful World えくすとらでぃすく（プロイセン娘）